# カズヤシバタ
カズヤシバタ（英語：KAZUYA SHIBATA、 1994年<平成6年>11月10日 - ）は、日本の発明家かつ動画製作者。広島県福山市出身。神奈川県川崎市在住。「ギリギリ役に立つ発明」をテーマに作品を製作し地上波テレビやSNS上で発表を行っている。本名は柴田 和弥（しばた かずや）。活動名の「カズヤシバタ」はブランド名っぽく見えるから。

## 来歴・人物

### 生い立ち
1994年11月10日、広島県福山市にて出生。工事業者の父親の影響で幼少期から物作りをしていた。 幼少期は手品が趣味で親戚が集まるたびに披露していた。高校を卒業後、2017年に近畿大学理工学部 電気電子工学科に入学。2021年からフリーランスとして活動。2022年6月、活動場所を大阪から神奈川へ移している。

### 発明活動
自宅兼工房で主に電子部品や3Dプリンターを用いた作品製作を行っており、発明品を発表する際には通販番組風の動画を同時に公開している。2017年に『何でも物をゴージャスに登場させる装置「デルモンテ」』を発表して以来本格的に発明活動を開始。「ギリギリ役に立つ発明」をテーマにしており、基本的に何か課題を解決しているが遠回しの方法を選択している。発明品の販売は行っていない。
コロコロコミックのインタビューでは「人を驚かせたい」という気持ちが発明の原点だと述べている。

## 主な作品
| 発表日     | 発明品                         | 概要                                               |
| ---------- | ------------------------------ | -------------------------------------------------- |
| 2017年8月  | ゴージャス登場箱【デルモンテ】 | 中に入れたものを何でもゴージャスに登場させる箱     |
| 2019年5月  | 全自動割り箸割り機             | 中に入れた割り箸を綺麗に割る装置                   |
| 2019年11月 | 装着型名刺射出装置             | どんな状況でも即座に名刺交換を行うことができる装置 |
| 2021年2月  | デルモンテ2020                 | ゴージャス登場箱【デルモンテ】の進化版             |
| 2021年8月  | 南国扇風機                     | 南国の気分を味わうために葉で扇ぐ扇風機             |
| 2022年9月  | チップスリフター               | 筒の奥にあるチップスがせり上がる装置               |
| 2022年11月 | つぶつぶトルネード             | つぶつぶが入った缶スープを綺麗に飲むための装置     |
| 2023年2月  | おやつタイムキーパー           | おやつの食べ過ぎをタイマーが付いた容器で防ぐ装置   |
| 2023年6月  | 全自動ティッシュ取り出し機     | 手を使わずにティッシュペーパーを取り出す装置       |
| 2023年8月  | Tシャツパタパタ                | Tシャツに装着する事で扇いでくれる装置              |
| 2023年10月 | 顔面スマホシールド             | スマホが顔に落ちる前に顔を覆い隠す装置             |
| 2023年12月 | ポップアップデストロイヤー     | WEB広告の小さい×ボタンを押す装置                   |
| 2024年4月  | 小指プロテクター               | 足の小指を棚の角から守る装置                       |
| 2024年9月  | 汁シールド                     | 汁の飛び散りから服を守る装置                       |
| 2025年1月  | スパイラルカードホルダー       |                                                    |

## メディア出演

### テレビ番組
- タモリ倶楽部 (2018年11月 テレビ朝日)
- アウト×デラックス (2020年9月 フジテレビ)
- スッキリ (2021年2年 日本テレビ)
- ホンマでっか!?TV (2021年4月 フジテレビ)
- ナニコレ珍百景 (2021年9月 テレビ朝日)
- 月曜から夜ふかし (2021年12月 日本テレビ)
- 所JAPAN (2021年12月 関西テレビ)
- THE TIME, (2022年10月 TBSテレビ)
- DEEPな店の常連さんに密着 イキスギさんについてった (2023年2月 TBSテレビ)
- バラいろダンディ (2023年7/18 TOKYO MX)[24]